# Istishâb
L'Istishâb (en arabe استصحاب, que l'on peut traduire par continuité) est un terme de la jurisprudence musulmane (fiqh) qui désigne le principe de présomption de continuité. II dérive du mot arabe suhbah qui signifie joindre ou accompagner et évoque l'idée de liaison. C'est l'un des principes fondamentaux de la déduction juridique qui suppose la continuité d'un état de fait. Il est fondé sur la probabilité et peut être appliqué en l'absence d'autres preuves.
L'Istishab, une initiative d'ash-Shafii, est le principe rationaliste qui consiste à déduire une solution légale en l'absence de changement des circonstances et tant qu'aucun signe de changement n'est manifeste. Il sert de fondement à de nombreuses réglementations juridiques, comme la présomption d'innocence — la personne est considérée comme innocente jusqu'à preuve de sa culpabilité. Malik ibn Anas et ash-Shafii l'ont considéré comme une preuve tant qu'elle n'est pas contredite. Plusieurs juristes classiques ont divergé quant à ce principe, certains juristes hanéfites refusant de lui reconnaître la valeur de preuve,. Il est aujourd'hui largement employé par les savants contemporains.

## Définitions
« L'istishâb consiste à considérer comme constant le caractère original d'une chose ou d'un acte». (Al-Juwaynî. Les fondements du droit musulman et des lois de la Charia. Iqra, 2018. Commentaire par Al-Hattab).
Ibn al-Qayyim le définit comme :
The continuation of what is established or the negation of what does not exist, i.e. it is the judgement, negative or positive, continues until there is evidence of a change of state. This continuance is not proved by positive evidence, but by the absence of the existence of new evidence.
Al-Qarafi (en) l'a défini comme la validité de l'état antérieur dans les termes suivants :
Istishab means the belief that the past or present matter must be assumed to remain as it is in the present or future.

## Types
La majorité des savants musulmans distinguent trois types d'Istishab.
- Constance de l'inexistence. En l'absence de règle explicite. Par exemple, l'absence d'une sixième prière quotidienne obligatoire, la présomption d'innocence, etc. Les théologiens sont unanimes sur ce point[8].
- Présomption de permission. Une large majorité de juristes musulmans croient que le principe dans la vie quotidienne est la permission pour les choses utiles et l'interdiction pour ce qui est dangereux. En d'autres termes, en l'absence de prescription légale explicite, le caractère juridique d'une chose utile est qu'elle est permise. Par exemple, un aliment est autorisé tant qu'aucune loi ne l'interdit expressément.
- Présomption d'existence jusqu'à preuve du contraire. Par exemple, le propriétaire continue de jouir de son bien tant que preuve n'a pas été faite de la cessation de ses droits.Un autre exemple est celui de la validité des ablutions, qui ne peuvent être invalidées sur la seule base du doute.

Al-Hattab, le commentateur d'al-Juwaynî, substitue au deuxième type celui-ci : constance de la généralité d'un texte de loi tant qu'il n'existe pas de raison de le particulariser. Il note que shafiites et malikites n'admettent pas le troisième.